# İstanbul Büyükşehir Belediyesi Spor Kulübü 2015-2016 (pallavolo maschile)
Questa voce raccoglie le informazioni riguardanti l'İstanbul Büyükşehir Belediyesi Spor Kulübü nelle competizioni ufficiali della stagione 2015-2016.

## Organigramma societario
Area direttiva
- Presidente: Ahmet Hamdi Çamlı

Area tecnica
- Allenatore: Hakan Özkan
- Allenatore in seconda: Hasan Körfez
- Assistente allenatore: Vefa Şimşek
- Scoutman: Mert Karatop

## Rosa
| N° | Nome              | Ruolo | Data di nascita   | Nazionalità sportiva |
| -- | ----------------- | ----- | ----------------- | -------------------- |
| 1  | Erdem Sonat       | L     | 18 maggio 1983    | Turchia              |
| 2  | Caner Pekşen      | P     | 9 giugno 1987     | Turchia              |
| 3  | Özgür Yener       | P     | 12 settembre 1994 | Turchia              |
| 4  | Sjarhej Antanovič | S     | 21 aprile 1986    | Bielorussia          |
| 6  | Fatih Cihan       | C     | 16 dicembre 1991  | Turchia              |
| 7  | Berkan Eryüz      | C     | 26 febbraio 1993  | Turchia              |
| 9  | Özkan Hayırlı     | C     | 27 maggio 1984    | Turchia              |
| 10 | Arslan Ekşi       | P     | 17 luglio 1985    | Turchia              |
| 11 | William Price     | O     | 7 ottobre 1989    | Stati Uniti          |
| 12 | Tomislav Čošković | S     | 22 aprile 1979    | Turchia              |
| 13 | Çağlar Aksoylu    | S     | 22 agosto 1990    | Turchia              |
| 15 | Marko Matić       | C     | 22 maggio 1995    | Bosnia ed Erzegovina |
| 17 | Murat Yenipazar   | P     | 1º gennaio 1993   | Turchia              |
| 18 | Kadir Cin         | S     | 7 maggio 1987     | Turchia              |
| 19 | Emre Şenol        | O     | 1º gennaio 1993   | Turchia              |
| 20 | Burak Mert        | L     | 23 ottobre 1990   | Turchia              |

## Statistiche

### Statistiche di squadra
| Competizione     | Punti | In casa | In casa | In casa | In trasferta | In trasferta | In trasferta | Totale | Totale | Totale |
| Competizione     | Punti | G       | V       | P       | G            | V            | P            | G      | V      | P      |
| ---------------- | ----- | ------- | ------- | ------- | ------------ | ------------ | ------------ | ------ | ------ | ------ |
| Voleybol 1. Ligi | 41    | 11      | 9       | 2       | 10           | 5            | 5            | 27     | 19     | 8      |
| Challenge Cup    | -     | 3       | 3       | 0       | 3            | 1            | 2            | 6      | 4      | 2      |
| Totale           | -     | 14      | 12      | 2       | 13           | 6            | 7            | 33     | 23     | 10     |

G = partite giocate; V = partite vinte; P = partite perse

### Statistiche dei giocatori
| Giocatore    | Voleybol 1. Ligi | Voleybol 1. Ligi | Voleybol 1. Ligi | Voleybol 1. Ligi | Voleybol 1. Ligi | Challenge Cup | Challenge Cup | Challenge Cup | Challenge Cup | Challenge Cup | Totale | Totale | Totale | Totale | Totale |
| Giocatore    | P                | PT               | AV               | MV               | BV               | P             | PT            | AV            | MV            | BV            | P      | PT     | AV     | MV     | BV     |
| ------------ | ---------------- | ---------------- | ---------------- | ---------------- | ---------------- | ------------- | ------------- | ------------- | ------------- | ------------- | ------ | ------ | ------ | ------ | ------ |
| Ç. Aksoylu   | 7                | 3                | 3                | 0                | 0                | 0             | 0             | 0             | 0             | 0             | 7      | 3      | 3      | 0      | 0      |
| S. Antanovič | 23               | 144              | 114              | 20               | 10               | 4             | 18            | 16            | 1             | 1             | 27     | 162    | 130    | 21     | 11     |
| F. Cihan     | 15               | 10               | 5                | 3                | 2                | 5             | 12            | 3             | 4             | 5             | 20     | 22     | 8      | 7      | 7      |
| K. Cin       | 25               | 209              | 179              | 11               | 19               | 6             | 50            | 34            | 6             | 10            | 31     | 259    | 213    | 17     | 29     |
| T. Čošković  | 25               | 298              | 242              | 14               | 42               | 6             | 90            | 71            | 4             | 15            | 31     | 388    | 313    | 18     | 57     |
| A. Ekşi      | 16               | 62               | 26               | 17               | 19               | -             | -             | -             | -             | -             | 16     | 62     | 26     | 17     | 19     |
| B. Eryüz     | 6                | 0                | 0                | 0                | 0                | 0             | 0             | 0             | 0             | 0             | 6      | 0      | 0      | 0      | 0      |
| Ö. Hayırlı   | 27               | 205              | 138              | 53               | 14               | 5             | 41            | 25            | 11            | 5             | 32     | 246    | 163    | 64     | 19     |
| M. Matić     | 27               | 243              | 146              | 78               | 19               | 6             | 60            | 33            | 19            | 8             | 33     | 303    | 179    | 97     | 27     |
| B. Mert      | 26               | 0                | 0                | 0                | 0                | 6             | 0             | 0             | 0             | 0             | 32     | 0      | 0      | 0      | 0      |
| C. Pekşen    | 19               | 14               | 7                | 5                | 2                | 4             | 1             | 1             | 0             | 0             | 23     | 15     | 8      | 5      | 2      |
| W. Price     | 27               | 448              | 379              | 47               | 22               | 6             | 102           | 83            | 11            | 8             | 33     | 550    | 462    | 58     | 30     |
| E. Şenol     | 9                | 3                | 2                | 1                | 0                | 3             | 1             | 0             | 0             | 1             | 12     | 4      | 2      | 1      | 1      |
| E. Sonat     | 9                | 0                | 0                | 0                | 0                | -             | -             | -             | -             | -             | 9      | 0      | 0      | 0      | 0      |
| Ö. Yener     | 0                | 0                | 0                | 0                | 0                | -             | -             | -             | -             | -             | 0      | 0      | 0      | 0      | 0      |
| M. Yenipazar | 9                | 12               | 3                | 7                | 2                | 6             | 14            | 8             | 3             | 3             | 15     | 26     | 11     | 10     | 5      |

P = presenze; PT = punti totali; AV = attacchi vincenti; MV = muri vincenti; BV = battute vincenti